# 吉田义胜
吉田义胜（日语：／ Yoshida Yoshikatsu，1941年10月30日—），旭川市出身，日本男子摔跤运动员。他曾代表日本参加1964年夏季奥林匹克运动会摔跤比赛，获得男子自由式蝇量级金牌。